# Synagoga Chewrat-Miszmorim w Łodzi
Synagoga Chewrat-Miszmorim w Łodzi – synagoga znajdująca się w Łodzi przy ulicy Głównej 41, obecnie będącej fragmentem alei Józefa Piłsudskiego.
Synagoga została zbudowana w 1909 roku z inicjatywy stowarzyszenia Chewrat-Miszmorim. Mogła ona pomieścić 30 osób. Podczas II wojny światowej hitlerowcy zdewastowali synagogę.